# Equus santaeelenae
Equus santaeelenae es un mamífero perisodáctilo extinto de la familia Equidae y del género Equus que vivió en el Pleistoceno de América del Sur. Su tamaño era inferior al caballo doméstico actual.

## Distribución
Esta especie fue descrita para Ecuador, en la llanura costera de la península de Santa Elena. Estratigráficamente, pertenece a la «formación Pichilingue», datada en 26 000 años AP. También se la exhumó en llanuras costeras del norte del Perú, y en los llanos de Venezuela.
Ecuador(en depósitos asfálticos del Pleistoceno superior)
- La Carolina, en la península de Santa Elena.
- Salinas Oil Fields, en la península de Santa Elena.
- Sitio «El Cautivo», en la zona costera de la península de Santa Elena.

Venezuela(en depósitos asfálticos del Pleistoceno superior)
- Sitio Muaco, estado Falcón; (16 375±400 años AP).[1]
- Pozo de asfalto de Inciarte (10º47'42,6N 72º14'20,8O), localidad fosilífera en las cercanías del río Cachirí, piedemonte de la sierra de Perijá, estado Zulia.[1]

## Características
Este taxón posee una robusta mandíbula. Se diferencia de otras especies del subgénero Amerhippus por tener el canino posicionado más atrás. En relación con su largo, los molares son proporcionalmente más anchos.
Específicamente de Equus andium, se separa por el mayor rizado en el esmalte de los dientes superiores; en los inferiores el rizo es más complejo. Con respecto al esqueleto postcraneal, en ambas especies es similar en morfología, pero es más pequeño y débil en Equus andium. El radio y los metápodos son acortados longitudinalmente de igual modo en ambas especies, pero en Equus andium son más angostos y livianos.
Equus santaeelenae y Equus neogeus forman un grupo propio dentro del subgénero, ambos son caballos grandes. Estas dos especies se separan por detalles de la base del diente, pues esas dimensiones son más estables, no varían, como sí ocurre a nivel de la corona, a causa de los variados estados de desgaste. Especialmente se distinguen por las bases de los p3-4 inferiores, en los que en Equus neogeus son más cortos que en Equus santaeelenae. Ambas presentan los metápodos laterales II y IV en una posición más posterior, y comparativamente más reducidos, lo que hace que sobresalgan muy poco del eje del metápodo.

## Hábitos y causas de su extinción
E. santaeelenae habría tenido una dieta basada en hierbas estrictamente con metabolismo C4, como poáceas, lo que permite inferir un ambiente de llanuras o sabanas abiertas, sobre suelos arenosos.
Seguramente habitaban en pequeños grupos, que pastarían siempre atentos al peligro que representaban los variados predadores carnívoros. Su dieta era herbívora.
Vivió hasta el final del Pleistoceno o el Holoceno temprano, por lo que convivió durante algunos milenios con las primeras oleadas humanas llegadas a América del Sur, es decir los primitivos amerindios. Estos, según los especialistas, ejercieron una presión cazadora que podría haber afectado su equilibrio poblacional, lo que podría ser una de las causas de su extinción.

## Taxonomía
Equus santaeelenae integra el género Equus, y dentro de él, el subgénero Amerhippus, el cual agrupa a las 5 paleoespecies de dicho género que vivieron en el Pleistoceno de América del Sur.
Este taxón intermedio fue creado primeramente como género por el paleontólogo francés Robert Hoffstetter en el año 1950. Dos años después, en 1952, lo transfiere como subgénero de Equus.
El biocrón de este subgénero cubre el lapso Ensenadense-Lujanense. Se distribuyó desde Colombia hasta la provincia de Buenos Aires, en el centro de la Argentina.